# لویزا نایمش
لویزا نایمش (به انگلیسی: Luisa Niemesch،  زادهٔ ۷ سپتامبر ۱۹۹۵) یک کشتی‌گیر آزادکار زن اهل کشور آلمان است. وی سابقه حضور در المپیک ۲۰۲۴ پاریس را دارد.